# Haplothecium coptidis
Haplothecium coptidis är en svampart som beskrevs av Togashi & Onuma 1934. Haplothecium coptidis ingår i släktet Haplothecium och familjen Glomerellaceae.   Inga underarter finns listade i Catalogue of Life.